# Natatolana sinuosa
Natatolana sinuosa är en kräftdjursart som beskrevs av Keable 2006. Natatolana sinuosa ingår i släktet Natatolana och familjen Cirolanidae. Inga underarter finns listade i Catalogue of Life.